# Belly (Luftfahrt)
In der Luftfahrt bezeichnet der Begriff Belly (englisch „Bauch“) die unteren (d. h. unterhalb des Passagierdeckes) befindlichen Räume eines Flugzeugs. Teilweise wird der Begriff als Synonym für die Unterflurfrachträume benutzt. Hier können bei großen Passagier- oder Frachtflugzeugen „Unit Load Devices“ geladen werden, die Gepäck, Post oder Fracht enthalten, oder auch mit Netzen gesicherte lose Gegenstände, meist bei kleineren Flugzeugen (z. B. BAe 146). Dazu wird die Fracht meist mit Hubtischen auf die Höhe des Laderaums gebracht und dann eingerollt.
Neben Frachträumen können im Belly auch Galleys, Toiletten, Ruheräume für die Besatzung und ein Teil der Kraftstofftanks untergebracht sein. Bei der Iljuschin Il-86 und der aktuellen Air Force One, einer Boeing 747-200B, befinden sich im Unterdeck auch Passagiertüren mit ausfahrbaren Treppen, so dass die Passagiere das Flugzeug auch ohne Fluggastbrücken verlassen können.